# Старійшина (Естонія)
Старі́йшина
- голова (ест. maavanem) мааконд, що призначається урядом, є — головною одиницею адміністративного поділу в Естонії, аналог губернатора.
- голова (ест. linnaosavanem) управи міського району (ест. linnaosad). Він призначається міською управою, за поданням мера, після консультацій з адміністративними головами частин міста.
- голова волості (ест. vallavanem).